# Selección de rugby league de Nueva Zelanda
La selección de rugby league de Nueva Zelanda representa a Nueva Zelanda en competiciones de selecciones nacionales de rugby league. Se conformó por primera vez en 1907 y está bajo el control de la New Zealand Rugby League. Su apodo es "Kiwis" y utiliza vestimenta negra.
Nueva Zelanda ha disputado todas las ediciones de la Copa del Mundo de Rugby League, logrando el título en 2008 al vencer a la selección de Australia por 34 a 20, además ha conseguido 3 subcampeonatos.
Su mayor victoria fue en 1999 por 74 a 0 frente a Tonga, mientras que su peor derrota fue frente a Australia por 58 a 0 en 2007.
Disputa anualmente el ANZAC Test frente a Australia.

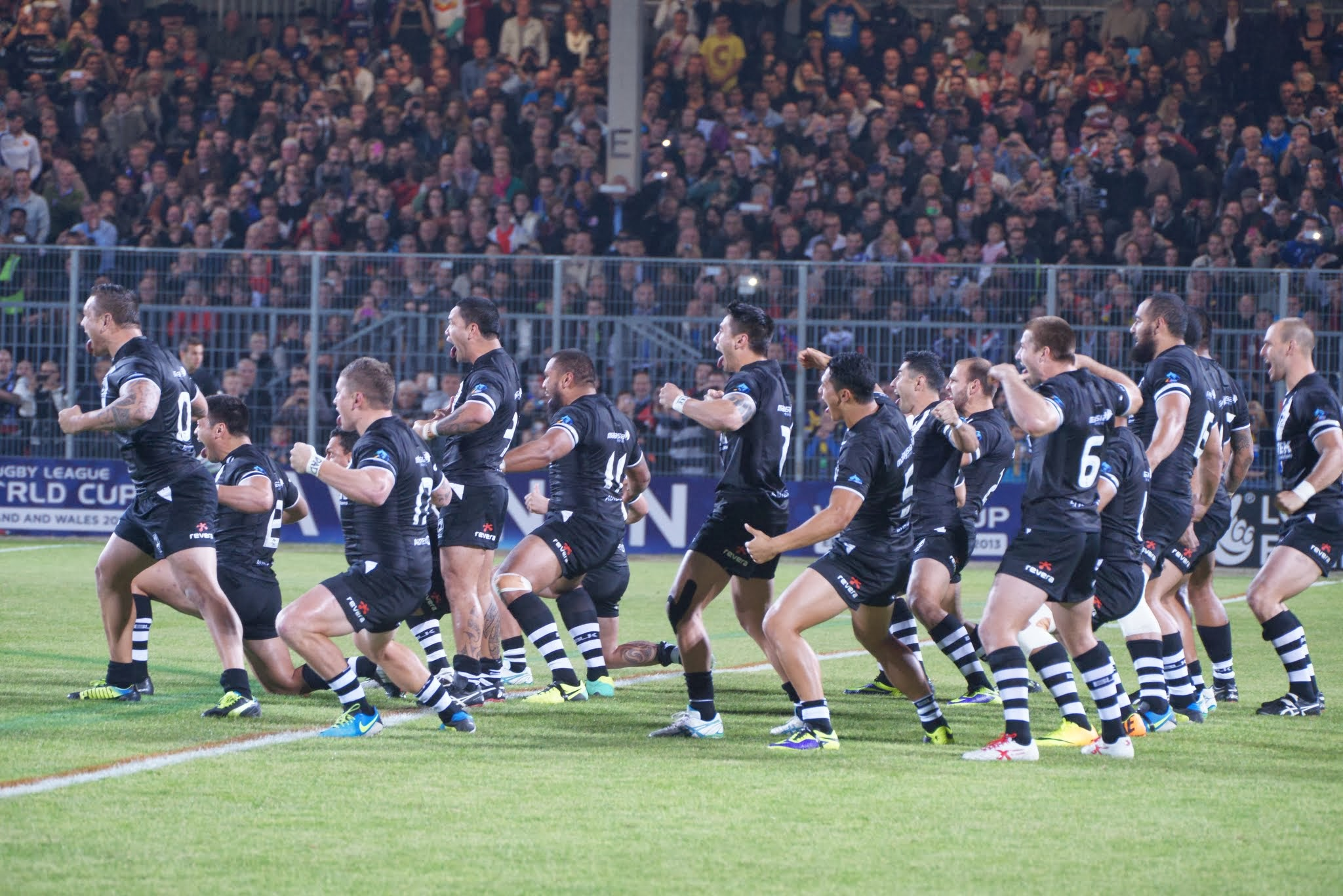
Haka 'Te Iwi Kiwi' en la Copa Mundial 2013

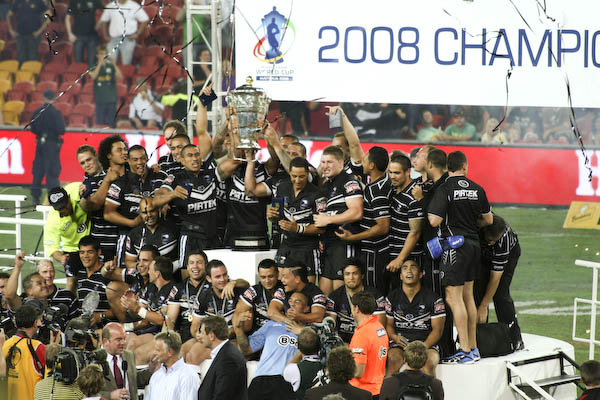
Kiwis campeones mundiales 2008

## Palmarés
Copa del Mundo de Rugby League
- Campeón (1): 2008
- Subcampeón (3): 1985/88, 2000, 2013

Cuatro Naciones
- Campeón (3): 2005, 2010, 2014
- Subcampeón (3): 1999, 2006, 2016

Pacific Rugby League Championship
- Campeón (1): 2023

ANZAC Test
- Campeón (3): 1998, 2015, 2018

Baskerville Shield
- Campeón (1): 2019

Pacific Cup
- Campeón (1): 1997

## Participación en copas
| - 1954 : 4° puesto - 1957 : 3° puesto - 1960 : 3° puesto - 1968 : 4° puesto - 1970 : 4° puesto - 1972 : 4° puesto - 1975 : 4° puesto - 1977 : 3° puesto - 1985/88 : 2° puesto - 1989/92 : 3° puesto - 1995 : Semifinales - 2000 : 2° puesto - 2008 : Campeón - 2013 : 2° puesto - 2017 : Cuartos de final - 2021 : Semifinales - 2026 : clasificado | - 1999 : 2° puesto - 2004 : 3° puesto - 2005 : Campeón - 2006 : 2° puesto - 2009 : 3° puesto - 2010 : Campeón - 2011 : 3° puesto - 2014 : Campeón - 2016 : 2° puesto - 2019 : 2° puesto - 2023 : Campeón - 2024 : 3° puesto |